# Ryszard Pilch
Ryszard Pilch (ur. 21 maja 1955, zm. 11 listopada 2020) – polski taternik i wspinacz skałkowy.
Jako wspinacz wytyczył wiele nowych dróg i dokonał wielu odhaczeń na Jurze Krakowsko-Częstochowskiej, w tym między innymi  Filar Dziewicy VI (Dziewica, Kołoczyk; 1978),  Nietoperz VI.1 (Ptak, Kołoczyk; 1978), Pilchówka VI.2 i Wieprzowina VI.2+ (Młynarze, Góra Zborów). W Tatrach wytyczył Lewą i Prawą Pilchówkę na południowej ścianie Zamarłej Turni, a w 1978 zrealizował pierwsze klasyczne przejście Kanta Hakowego VII na Mnichu. Wiele z jego przejść w karierze wspinaczkowej było również prawdopodobnie pierwszymi przejściami solowymi.
W ostatnim okresie życia zmagał się ze stwardnieniem rozsianym. Był autorem dużego archiwum zdjęć wspinaczkowych, które prezentował w Internecie.